# Walter Hummelberger
Walter Hummelberger (* 16. September 1913 in Kladno, Österreich-Ungarn; † 7. Juni 1995 in Wien) war ein österreichischer Historiker und bedeutender Waffenkundler. Er war Leiter der Waffensammlung des Historischen Museums der Stadt Wien.

## Leben
Hummelberger wurde 1913 als Sohn von Franz Hummelberger, von 1932 bis 1945 Generaldirektor der Poldi Hütte, in Böhmen geboren. Von 1932 bis 1936 studierte er Neuere Geschichte und Volkskunde an der Deutschen Universität in Prag und wurde 1936 bei Heinz Zatschek und Anton Ernstberger mit der Dissertation Die Schlacht bei Marengo zum Dr. phil. promoviert.
Von 1936 bis 1938 leistete er Präsenzdienst in der Tschechoslowakischen Armee; sein letzter Dienstgrad war Unterleutnant der Reserve. Im Jahre 1940 war er für einige Monate provisorischer Leiter der zuvor gegründeten Zweigstelle des deutschen Heeresarchivs in Prag; ihm folgte Generalleutnant Hans Lieber, ein enger Mitarbeiter des Generals der Artillerie Friedrich von Rabenau. Danach wurde Hummelberger Leiter der Matrikenabteilung. Er, der als „politisch unzuverlässig“ galt, wurde nicht als Offizier in die Wehrmacht übernommen, stattdessen leistete er im Zweiten Weltkrieg als Feldwebel Dienst im Gebirgsjäger-Regiment 136 der 2. Gebirgs-Division.
Nach dem Ende des Krieges musste er seine Heimat verlassen. Im November 1945 wurde er zunächst unbezahlter Volontär im Wiener Kriegsarchiv. Ab 1947 war er Beamter im Historischen Museum der Stadt Wien, dort zuständig für die Waffensammlung. 1964 erfolgte die Beförderung zum Oberrat. 1973 trat er außer Dienst.
Hummelberger war u. a. Beiträger des Jedlicka-Bandes Unser Heer, 300 Jahre österreichisches Soldatentum (1963) sowie Autor mehrerer Artikel in der Neuen Deutschen Biographie und im Österreichischen Biographischen Lexikon 1815–1950. 
1963 wurde er mit dem Theodor-Körner-Preis ausgezeichnet, 1971 erhielt er den Titel „Professor“.

## Schriften (Auswahl)
- Das Bürgerliche Zeughaus (= Wiener Geschichtsbücher. Bd. 9). Zsolnay, Wien u. a. 1972.
- mit Kurt Peball: Die Befestigungen Wiens (= Wiener Geschichtsbücher. Bd. 14). Zsolnay, Wien u. a. 1974, ISBN 3-552-02606-1.
- (Einf.): Grundsätze der höhern Kriegskunst für die Generäle der österreichischen Armee (= Bibliotheca rerum militarium. 32). Neudruck der Ausgabe 1806. Biblio-Verlag, Osnabrück 1974, ISBN 3-7648-0843-8.
- Wiens erste Belagerung durch die Türken 1529 (= Militärhistorische Schriftenreihe. H. 33). Österreichischer Bundesverlag für Unterricht, Wissenschaft und Kunst, Wien 1976, ISBN 3-215-02274-5.
- mit Isabella Ackerl, Hans Mommsen (Hrsg.): Politik und Gesellschaft im alten und neuen Österreich. Festschrift für Rudolf Neck zum 60. Geburtstag (zu Ehren von Rudolf Neck). 2 Bände, Oldenbourg, München 1981, ISBN 3-486-51021-5.